# Trinkwasserversorgung auf Schiffen
Die Trinkwasserversorgung auf Schiffen besteht aus der Trinkwasserbevorratung in speziellen Tanks, der Trinkwassererzeugung, der Trinkwasseraufbereitung und dem Trinkwasserversorgungssystem. Es sind Schiffshilfsanlagen, die vollautomatisch arbeiten und von Besatzungsmitgliedern, wie Schiffsingenieuren überwacht werden.

## Rückblick und Einführung
Es gibt viele Berichte über die Zeit der Segelschifffahrt, nach denen das Trinkwasser an Bord knapp wurde. Auch über "fauliges" oder stinkendes Trinkwasser wurde aus dieser Zeit berichtet. Mit der Dampfschifffahrt wurden die Schiffe größer, statt Trinkwasserfässern wurden Tanks verwendet. Mit fortschreitender Kesseltechnologie löste Frischwasser (Synonym für Süßwasser in der Seefahrt) das anfänglich verwendete Seewasser im Kessel ab und schließlich wurde als Kesselspeisewasser nur noch Destillat verwendet. Die bordseitige Erzeugung des Destillats aus Seewasser war naheliegend und leitete den nächsten Schritt zur Trinkwassererzeugung ein. Hier waren sowohl Passagierschiffslinien und besonders die Walfangreedereien maßgeblich beteiligt, denn auf ihren Schiffen wurde das meiste Wasser verbraucht.
Da Schiffe wie eine kleine Stadt sehr viele völlig unterschiedliche technische Systeme benötigen, werden an die Schiffsingenieure hohe Anforderungen gestellt, die eine extrem breite Ausbildung zur Folge hat. Da sie diese Systeme verstehen müssen, um sie zu bedienen und ohne äußere Hilfe zu reparieren, fiel es ihnen nie schwer, diese Systeme zu verknüpfen. Dabei ergaben sich energetische Vorteile, die zu hohen Gesamtwirkungsgraden führten und oft mit anderen Vorteilen verbunden waren. Dies Beispiel gilt in hohem Maße für die nachfolgenden Trinkwassersysteme.
Über Seewasserverdampfer zur Erzeugung von Trinkwasser wurde 1937 von Blaum vor Fachleuten berichtet. Bisher wurde diese Technik nur zur Speisewassererzeugung der Dampfanlagen genutzt. Der Hauptvorteil waren Platz- und Gewichtsersparnis, außerdem erhöhte es den Komfort der Besatzung und Passagiere. Die Beheizung erfolgte mit Dampf, auf Motorschiffen mit Abgaskessel ohne zusätzlichen Aufwand an Primärenergie.
1959 wurde über Verdampfer im Unterdruckbetrieb berichtet, die mit der Abwärme aus dem Kühlwasser beheizt werden, was bereits 1937 vorgeschlagen worden war. Mit den bisherigen Verfahren zur Trinkwassererzeugung an Bord von Schiffen wurde das Seewasser zur Verdampfung auf mindestens 100 Grad Celsius erhitzt. Damit war ein bakteriologisch einwandfreies Trinkwasser garantiert. Mit der Trinkwassererzeugung bei Unterdruck sanken die Verdampfungstemperaturen auf 40–70 Grad Celsius ab, in der Regel unter die Schwelle, bei der Bakterien sicher abgetötet werden. Daher wurde ein Aufbereitungssystem vorgeschrieben.

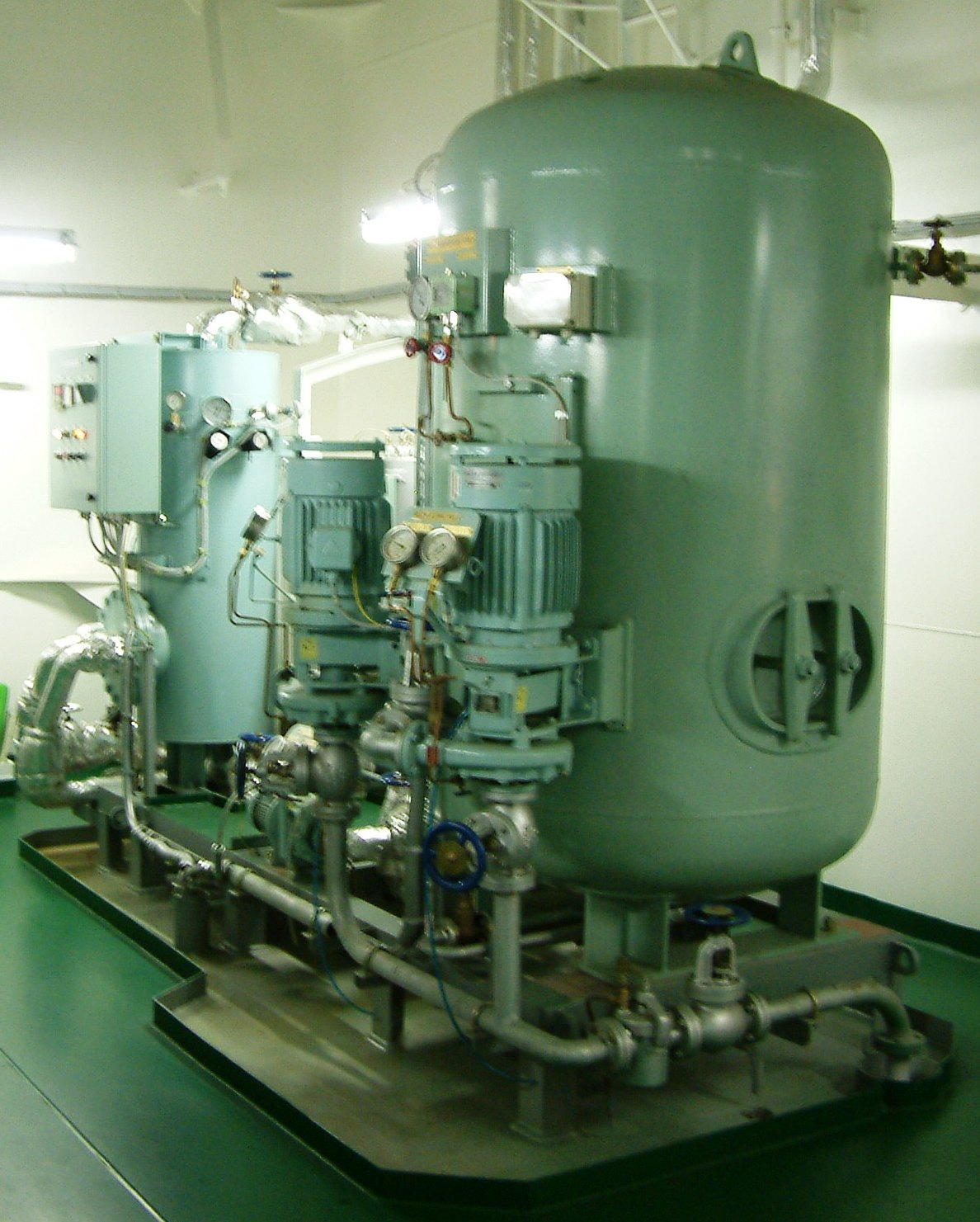
Blick auf das System zur Trinkwasserversorgung

## Frischwasserversorgung auf heutigen Schiffen
Frischwasser (Süßwasser) wird in Trink- und Brauchwasser unterteilt. Für jede Wasserart wird ein separates System mit Vorratstanks, Rohrleitungen, Drucktanks und Pumpen benötigt. Trinkwasser dient zur Speisebereitung, zum Trinken, Waschen und Geschirrspülen. Das Spülwasser der Wasserklosetts (WC) ist Brauchwasser. Als Brauchwasser wird nicht nur Trinkwasser minderer Qualität und nach dem Gebrauch gereinigtes Trinkwasser, sondern auch Seewasser verwendet. Frischwasser wird im technischen Bereich als Kesselspeisewasser, zum Nachfüllen des Frisch-Kühlwassers und in der Bordwäscherei benötigt.
Auf den meisten heutigen Schiffsneubauten wird nur noch ein gemeinsames Frischwassersystem für Trink- und Brauchwasser installiert, wenn der Seewasserverdampfer ausreichend dimensioniert ist. Damit werden zusätzliche Rohrleitungen, Vorratstanks und Einrichtungen eingespart. Zur überschlägigen Ermittlung des benötigten Frischwassers zur Auslegung der Vorratstanks, Druckbehälter und Pumpen wird der Bedarf für technische Zwecke und der Trinkwasserbedarf von der Bauwerft ermittelt. Für Trinkwasser werden pro Person und Tag je nach Schiffstyp (Handelsschiff, Fährschiff, Kreuzfahrtschiff) etwa 200 bis 500 Liter angenommen. Eine genauere Ermittlung, besonders für Schiffe mit Passagiereinrichtungen, wird mit Erfahrungswerten der Reedereien und Werften durchgeführt.

## Trinkwasser und Warmwasser

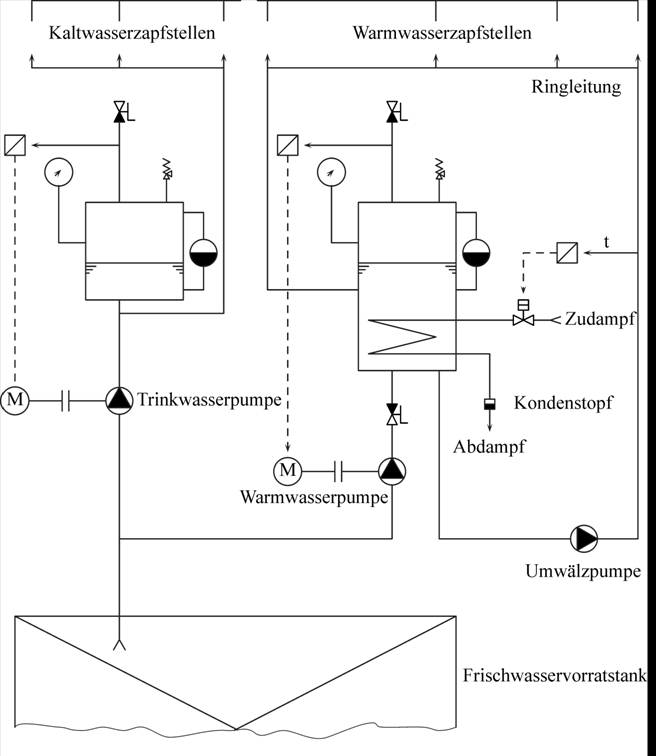
Schematische Darstellung einer Trinkwasserversorgung für Frachtschiffe

In diesem System ist die Kalt- und Warmwasserversorgung zusammengefasst. Das Trinkwasser wird auf Frachtschiffen mit der Trinkwasserpumpe aus dem Frischwasservorratstank in den Trinkwasserdrucktank gefördert. In dem Drucktank wird mit Hilfe eines Luftpolsters ein Überdruck gehalten, der abhängig von der Größe des Schiffes und Ausdehnung des Trinkwassersystems 4 bis 7 bar beträgt. Von diesem Kaltwasserdrucktank werden die Kaltwasserzapfstellen versorgt. Sinkt der Druck unter einen am Druckschalter (Pressostat) eingestellten Druck ab, dann wird die Trinkwasserpumpe durch den Druckschalter ein- und bei Erreichen eines oberen Druckes wieder ausgeschaltet. Mit dieser einfachen Zweipunktregelung ist eine zuverlässige Wasserversorgung möglich, solange der Vorratstank genug Trinkwasser enthält. Mit der gleichen Technologie und Grundwasser als Vorratstank arbeiten auch heute noch viele Hauswasserwerke auf dem Lande in Wohnhäusern, die noch nicht an die zentrale Wasserversorgung angeschlossen sind.
Große Passagierschiffe, wie Kreuzfahrt- und Fährschiffe mit hohen Aufbauten verfügen über umfangreiche Trinkwassersysteme, die in der Regel keine Drucktanks mehr enthalten. Hier ist die Trinkwasserdruckpumpe ständig in Betrieb, die von der Tageszeit und Betrieb abhängigen Volumenströme werden im einfachsten Fall über eine druckgesteuerte Bypassleitung in den Vorratstank zurückgeleitet. Häufig werden jedoch Parallelschaltungen von Pumpen mit gleichen oder verschiedenen Volumenströmen gewählt. Eine andere technische Möglichkeit zur Anpassung der Volumenströme an den Verbrauch sind polumschaltbare oder drehzahlverstellbare elektrische Antriebsmotoren der Pumpen. Auf Passagierschiffen werden außerdem Umwälzpumpen eingesetzt, um stehendes Trinkwasser in den Leitungen zu vermeiden.
Das Warmwassersystem auf Frachtschiffen wird mit einem dampfbeheizten, selten thermoölbeheizten Wärmetauscher erwärmt. Dabei wird die gewünschte Temperatur (ca. 60 bis 80 Grad Celsius) an einem Thermostaten eingestellt, der die Beheizung beeinflusst. Die Druckhaltung erfolgt über das Kaltwassersystem. Mit dieser bordüblichen Warmwasser-Beheizung wird die Abwärme der Abgase ausgenutzt, zusätzlich wird eine elektrische Beheizung installiert, um auch im Hafen bei stehendem Hauptmotor oder in der Werft die Warmwasserversorgung zu gewährleisten. Damit aus den Warmwasserzapfstellen sofort warmes Wasser fließt, sind die Warmwasserverbraucher an eine Ringleitung angeschlossen, worin eine ständige Umwälzung erfolgt. Dazu wird eine zweite Pumpe als Umwälzpumpe benötigt.
Das benötigte Frischwasser wird heute meist bordseitig erzeugt. Dabei werden zwei grundsätzliche Methoden unterschieden, die Verdampfung und anschließende Kondensation von Seewasser oder die Mikrofilterung (Umkehrosmose).

### Frischwassererzeugung durch Verdampfung

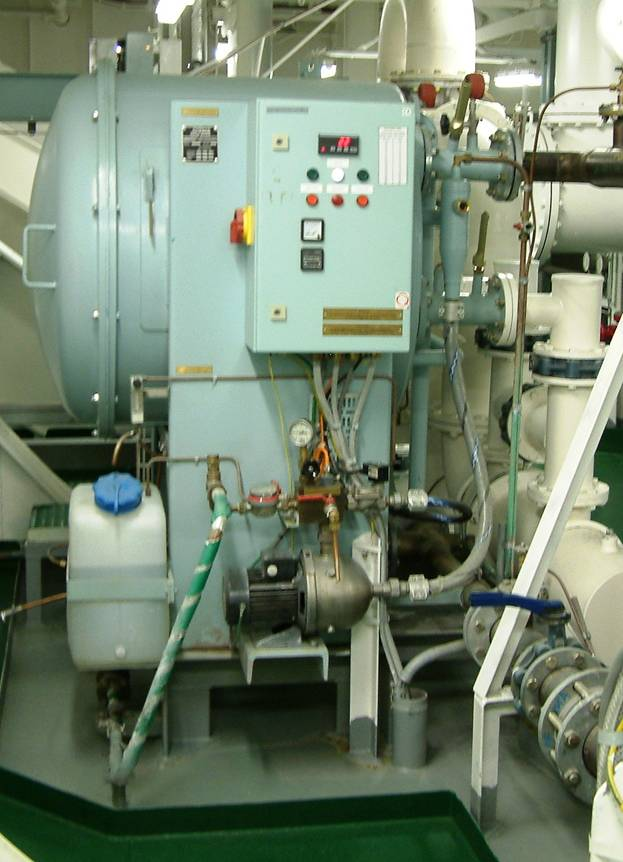
Seewasserverdampfer

Bei dieser Methode wird das Seewasser verdampft und der Dampf anschließend wieder kondensiert. Damit die Beheizung auch mit der Abwärme des Motorkühlwassers erfolgen kann, erfolgt heute die Verdampfung bei Unterdruck. Die Verdampfungstemperaturen liegen um 40 – 50 °C. Beheizt wird in der Regel mit Motorkühlwasser aus dem Hochtemperatur-System (75–95 °C). Dampf als Heizmedium wird heute auf Frachtschiffen selten verwendet, ist auf Kreuzfahrtschiffen demgegenüber die Regel. Das damit gewonnene Kondensat oder Destillat wird je nach Verwendungszweck aufbereitet. Für die Aufbereitung zum Trinkwasser werden Entkeimungsanlagen und Filter zur Aufhärtung installiert.
Auf Frachtschiffen waren einstufige Tauchrohrverdampfer mit je einem Röhrenwärmetauscher zur Beheizung und Kondensation üblich. Auf Neubauten werden statt der Rohre fast nur noch Platten als Wärmetauscher eingebaut. Je nach Schiffsgröße und Schiffsart werden Leistungen von 10 bis 40 Tonnen Wasser pro Tag installiert. Damit wird das gesamte Schiff versorgt. In Küstenbereichen, bei der Revierfahrt und in Häfen wird der Verdampfer abgestellt.

#### Entspannungsverdampfer

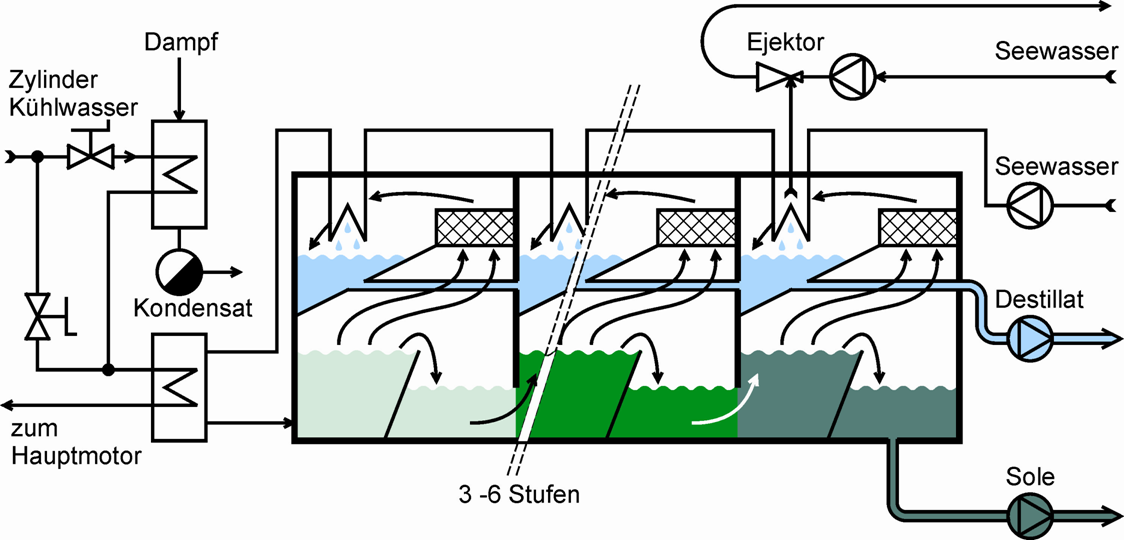
Schema eines mehrstufigen Entspannungsverdampfers

Beim Entspannungsverdampfer erfolgt die Beheizung außerhalb des Verdampfers in einem separaten Wärmetauscher. Nach der Aufheizung wird das Seewasser in einem Entspannungsventil auf den im Verdampfer herrschenden niedrigeren Druck entspannt und verdampft. Die Trennung von Heizung und Verdampfung ist der wesentliche Unterschied zum Tauchrohrverdampfer. Für Passagierschiffen werden zur besseren Abwärmeausnutzung mehrere Entspannungsverdampfer hintereinander geschaltet, diese Anlagen sind dann sehr groß und haben Gesamtleistungen bis 700 Tonnen Frischwasser pro Tag.

#### Trinkwasseraufbereitung
Die Trinkwasser-Vorratstanks befinden sich auf Frachtschiffen vorwiegend in Doppelbodentanks, die mit einer Beschichtung ausgekleidet und mit Ansaug-, Befüll-, Luft- und Peilrohren versehen sind. Das Leitungssystem besteht aus Stahl, verzinktem Stahl oder Edelstahl. Mit der bordeigenen Frischwassererzeugung steht ein Destillat, also sehr weiches Wasser, zur Verfügung. Sehr hartes aber auch sehr weiches Wasser kann für den menschlichen Genuss ohne Schaden verwendet werden (siehe Wasserhärte). Weiches Wasser hat jedoch einen faden, matten Geschmack. Destilliertes Wasser sollte jedoch nicht in größeren Mengen und nicht regelmäßig getrunken werden. Dem Trinkwasser wird daher oft Calciumbicarbonat über Aufhärtefilter zugegeben, um einen angenehmen erfrischenden Geschmack zu erreichen.
Zur Aufbereitung als Trinkwasser sind weiterhin Aktivkohlefilter und Desinfektionseinrichtungen vorgesehen. Zur Desinfektion werden und wurden auf Schiffen folgende drei chemische und drei physikalische Verfahren eingesetzt:
- Chlorierung
- Ozonierung
- Silberionenbehandlung
- UV-Bestrahlung
- Filtration
- Erhitzung

### Frischwassererzeugung durch Umkehrosmose

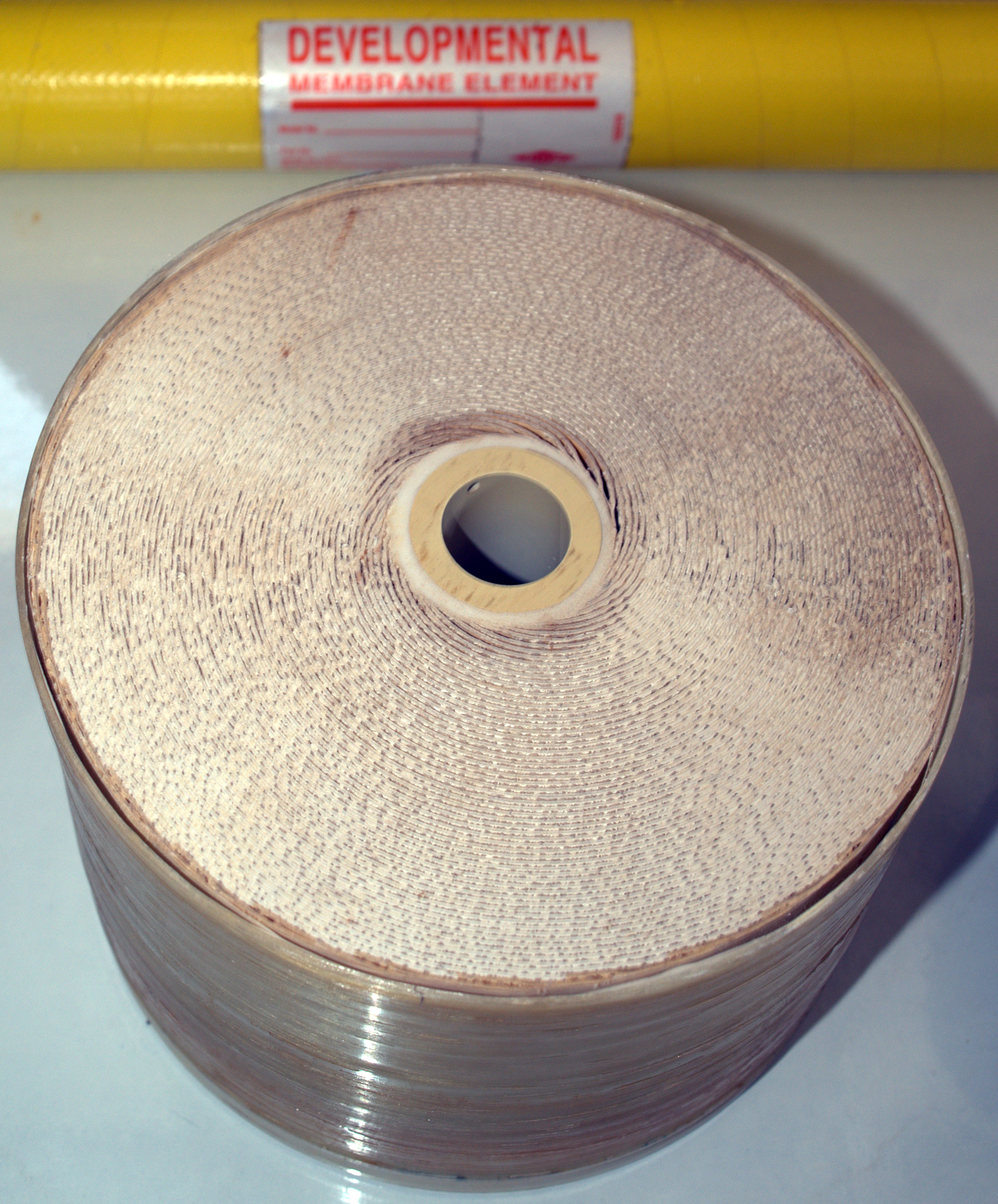
Umkehrosmose, Membrane als Wickelmodul

Da auf Passagierschiffen der Trinkwasserverbrauch sehr hoch ist, werden oft leistungsfähige Umkehrosmoseanlagen eingesetzt. Die Osmose ist ein Transportphänomen der Natur, das wie folgt abläuft: Bei zwei Salzlösungen unterschiedlicher Konzentration, die durch eine halbdurchlässige (semi-permeable) Membran (Mikrofilter) getrennt sind, findet ein Transport des Lösungsmittels von der niedrig- zur hochkonzentrierten Seite statt. Dabei steigt das Flüssigkeitsniveau auf der Seite hoher Konzentration an. Dieser Transport erfolgt so lange, bis ein Gleichgewichtszustand erreicht ist. Der sich im Gleichgewichtszustand dabei ergebende Höhenunterschied der beiden Flüssigkeitsspiegel entspricht der Differenz der "Osmotischen Drücke" beider Lösungen.
Wirkt auf die Lösung mit der höheren Konzentration ein äußerer Druck, der größer ist als der osmotische Druck, kehrt sich der Vorgang um, und das Lösungsmittel fließt durch die Membran von der hoch- zur niedrigkonzentrierten Seite. Jetzt spricht man von Umkehrosmose.
In Anlagen zur Wasseraufbereitung übt eine Pumpe einen Druck auf das salzhaltige Meerwasser aus, um die Wassermoleküle durch die semi-permeable Membran zu pressen. Es entsteht ein Reinwasser-Permeat. Die meisten gelösten Salze, organischen Bestandteile, Bakterien und Schwebstoffe sind aufgrund ihrer Größe nicht in der Lage, durch die Membran zu gelangen. Das mit diesen ungewünschten Stoffen angereicherte zurückbleibende Wasser wird als Konzentrat bezeichnet und über Bord gegeben. Das Permeat wird in der Regel nachbehandelt, bevor es als Trinkwasser genutzt wird.